# CHST11
Ugljeno hidratna sulfotransferaza 11 (eng. Carbohydrate sulfotransferase 11) je enzim koji je kod ljudi kodiran istoimenim genom CHST11, nalazi se na kratkom kraku hromozoma 12. Dužina polipeptidnog lanca je 352 aminokiselina, a molekulska težina 41 555..

## Klinička relevantnost
Mutacije ovog gena su povezane sa osetljivošću na artrozu.

## Literatura
- Yamauchi S, Mita S, Matsubara T, Fukuta M, Habuchi H, Kimata K, Habuchi O (март 2000). „Molecular cloning and expression of chondroitin 4-sulfotransferase”. The Journal of Biological Chemistry. 275 (12): 8975—81. PMID 10722746. doi:10.1074/jbc.275.12.8975 .
- Dias Neto E, Correa RG, Verjovski-Almeida S, Briones MR, Nagai MA, da Silva W, Zago MA, Bordin S, Costa FF, Goldman GH, Carvalho AF, Matsukuma A, Baia GS, Simpson DH, Brunstein A, de Oliveira PS, Bucher P, Jongeneel CV, O'Hare MJ, Soares F, Brentani RR, Reis LF, de Souza SJ, Simpson AJ (март 2000). „Shotgun sequencing of the human transcriptome with ORF expressed sequence tags”. Proceedings of the National Academy of Sciences of the United States of America. 97 (7): 3491—6. Bibcode:2000PNAS...97.3491D. PMC 16267 . PMID 10737800. doi:10.1073/pnas.97.7.3491 .
- Okuda T, Mita S, Yamauchi S, Matsubara T, Yagi F, Yamamori D, Fukuta M, Kuroiwa A, Matsuda Y, Habuchi O (новембар 2000). „Molecular cloning, expression, and chromosomal mapping of human chondroitin 4-sulfotransferase, whose expression pattern in human tissues is different from that of chondroitin 6-sulfotransferase”. Journal of Biochemistry. 128 (5): 763—70. PMID 11056388. doi:10.1093/oxfordjournals.jbchem.a022813.
- Mikami T, Mizumoto S, Kago N, Kitagawa H, Sugahara K (септембар 2003). „Specificities of three distinct human chondroitin/dermatan N-acetylgalactosamine 4-O-sulfotransferases demonstrated using partially desulfated dermatan sulfate as an acceptor: implication of differential roles in dermatan sulfate biosynthesis”. The Journal of Biological Chemistry. 278 (38): 36115—27. PMID 12847091. doi:10.1074/jbc.M306044200 .
- Schmidt HH, Dyomin VG, Palanisamy N, Itoyama T, Nanjangud G, Pirc-Danoewinata H, Haas OA, Chaganti RS (септембар 2004). „Deregulation of the carbohydrate (chondroitin 4) sulfotransferase 11 (CHST11) gene in a B-cell chronic lymphocytic leukemia with a t(12;14)(q23;q32)”. Oncogene. 23 (41): 6991—6. PMID 15273723. doi:10.1038/sj.onc.1207934 .
- Yamada T, Ohtake S, Sato M, Habuchi O (децембар 2004). „Chondroitin 4-sulphotransferase-1 and chondroitin 6-sulphotransferase-1 are affected differently by uronic acid residues neighbouring the acceptor GalNAc residues”. The Biochemical Journal. 384 (Pt 3): 567—75. PMC 1134142 . PMID 15324304. doi:10.1042/BJ20040965.
- Yusa A, Kitajima K, Habuchi O (мај 2005). „N-linked oligosaccharides are required to produce and stabilize the active form of chondroitin 4-sulphotransferase-1”. The Biochemical Journal. 388 (Pt 1): 115—21. PMC 1186699 . PMID 15628971. doi:10.1042/BJ20041573.